# Cratere Hornsby
Hornsby è un cratere lunare di 2,85 km situato nella parte nord-orientale della faccia visibile della Luna.